# Vijayaraji
Vijayaraji (Bhuj, 2 settembre 1885 – Bhuj, 26 febbraio 1948) è stato un principe indiano.
Fu Maharao di Cutch dal 1942 al 1948.

## Biografia
Già da principe ereditario Vijayrajaji collaborò col padre, Khengarji III, e spesso gli venne affidata la gestione dello stato quando il padre si trovava all'estero.
Si sposò il 6 marzo 1907 con la principessa Padmakunwar Ba Sahiba, figlia del maharao Kesari Singhji Bahadur di Sirohi dalla quale ebbe diversi figli.
Nel suo periodo di governo continuò l'opera riformatrice del padre, istituendo l'alta corte di Cutch, formando dei consigli nei villaggi locali, espandendo le opere di irrigazione e incrementando lo sviluppo agricolo del suo paese. Sotto il suo regno venne costruito il canale Vijaysagar con una capacità di irrigazione di 4047 ettari. Fece costruire anche 22 dighe, perlopiù in terra, molte delle quali ancora 
presenti. Sotto il suo governo Cutch fu il terzo stato dell'India dopo l'Hyderabad ed il Travancore a dare inizio ad un proprio servizio di trasporto pubblico, a partire dal 1945. Vijayrajaji si interessò inoltre alla botanica ed all'ornitologia. Negli anni 1942–45 finanziò la ricerca di Salim Ali sugli uccelli del Cutch. Noto sportivo, praticava il cricket, il calcio, il tennis, lo sculling e la caccia.  

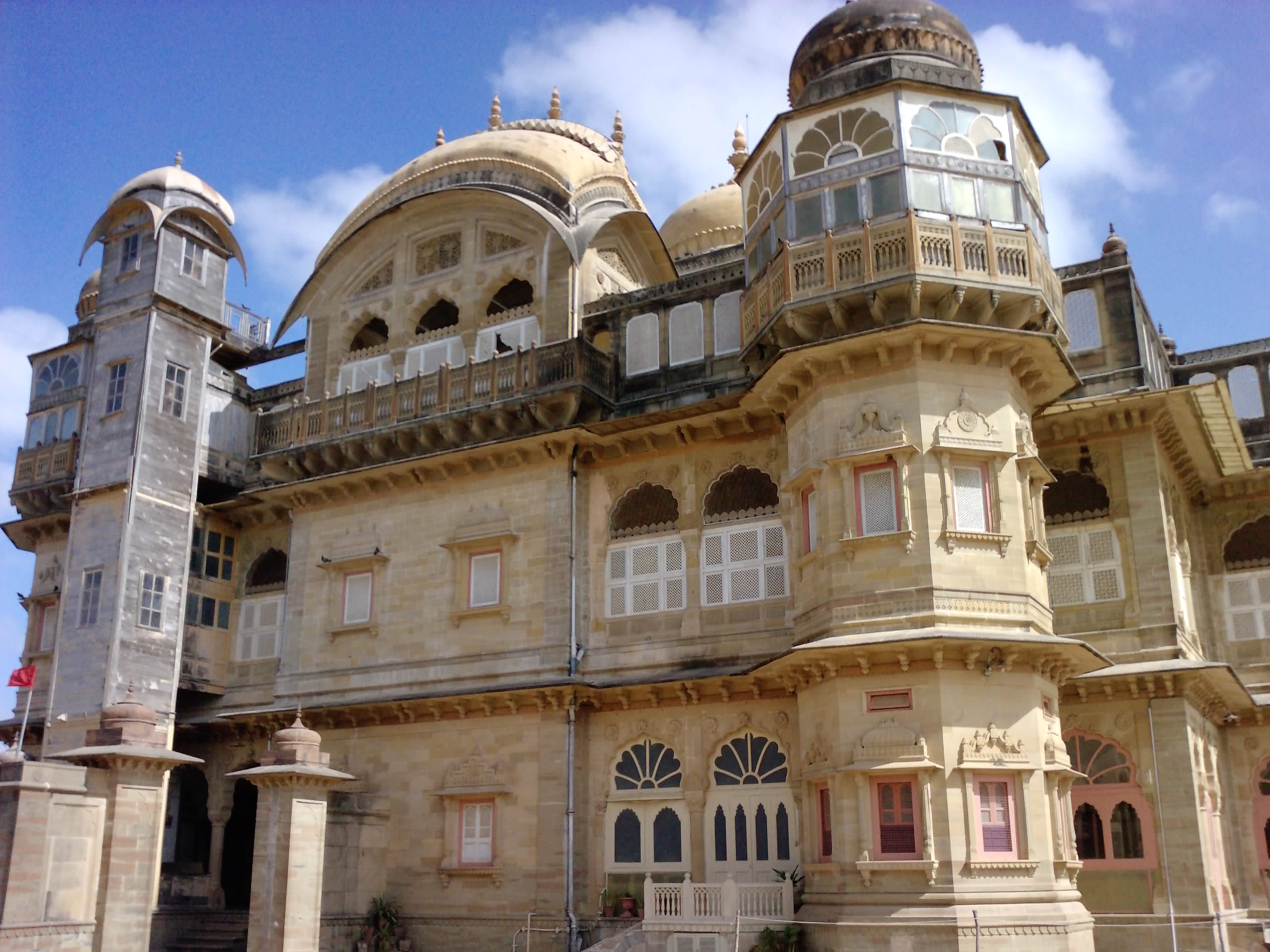
Il palazzo di Vijaya Vilas a Mandvi che prese il nome da Vijayarajaji

Preferiva trascorrere le sue giornate al palazzo di Vijay Vilas presso Mandvi, costruito durante il regno di suo padre nel 1929. Nel 1942 ottenne il grado di colonnello onorario dell'esercito coloniale indiano.
Nel 1947, su consiglio di Mahatma Gandhi, donò 61 km2 di terra per accogliere i rifugiati indù della comunità sindhi che erano migrati dal Pakistan dopo la spartizione dell'India. Su quelle terre vennero fondati i villaggi odierni di Gandhidham e Adipur.
Il 16 agosto 1947 fece aderire lo stato di Cutch al Dominion of India, e fu il primo principe indiano a farlo. Si trovava a Londra quando l'India ottenne la sua indipendenza, e pertanto l'Instrument of Accession di Kutch venne ufficialmente firmato da suo figlio ed erede Meghraji per suo conto. Morì il 26 febbraio 1948, all'età di 62 anni, e gli succedette il primogenito, Meghraji.